# Aidhausen

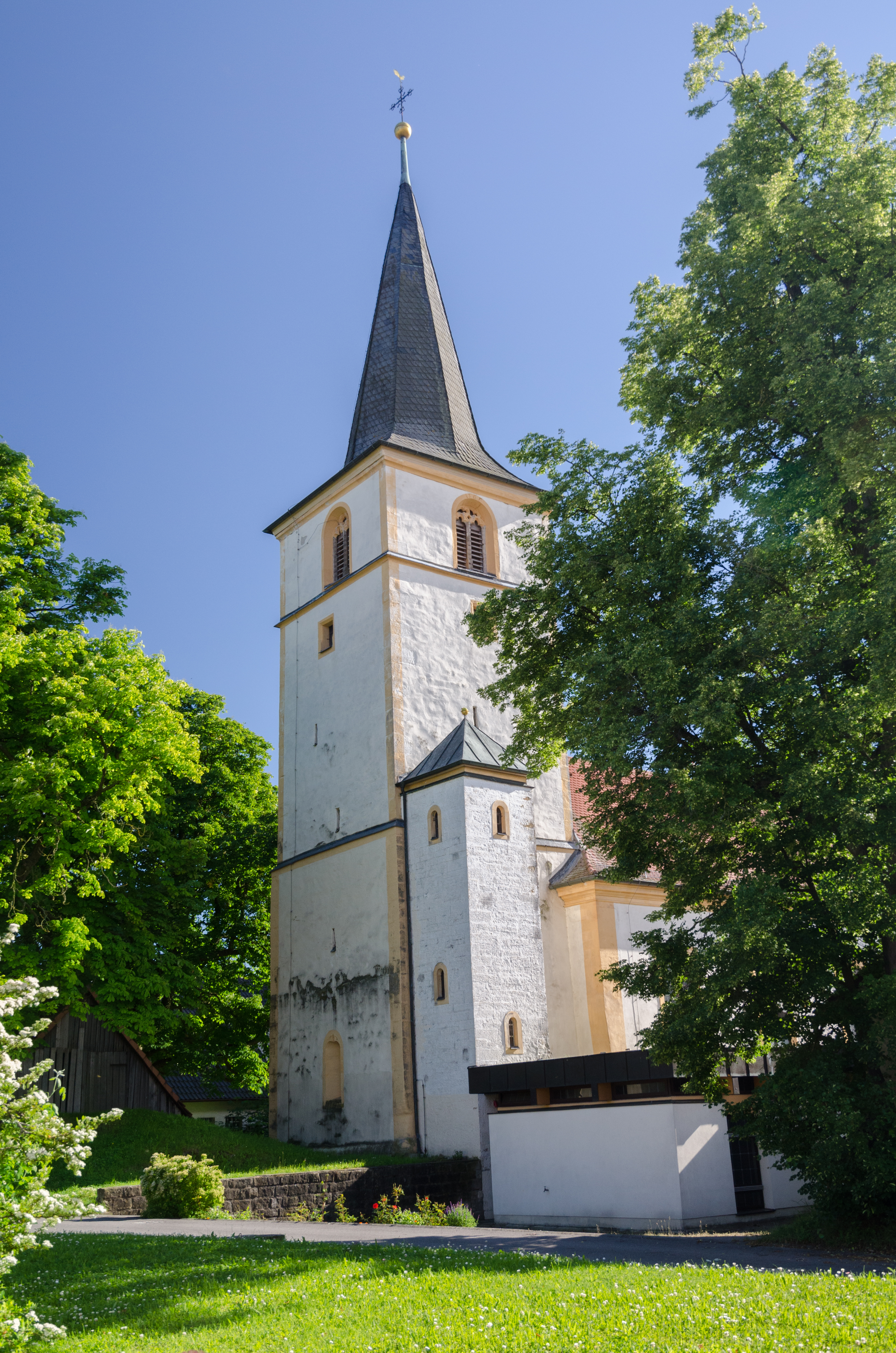
St. Peter und Paul in Aidhausen

Aidhausen ist eine Gemeinde im unterfränkischen Landkreis Haßberge und ein Mitglied der Verwaltungsgemeinschaft Hofheim in Unterfranken.

## Geografie

### Geografische Lage
Aidhausen liegt im Nordwesten des Haßgaus. Die südlichen Wälder des Gemeindegebietes liegen in der Schweinfurter Rhön.

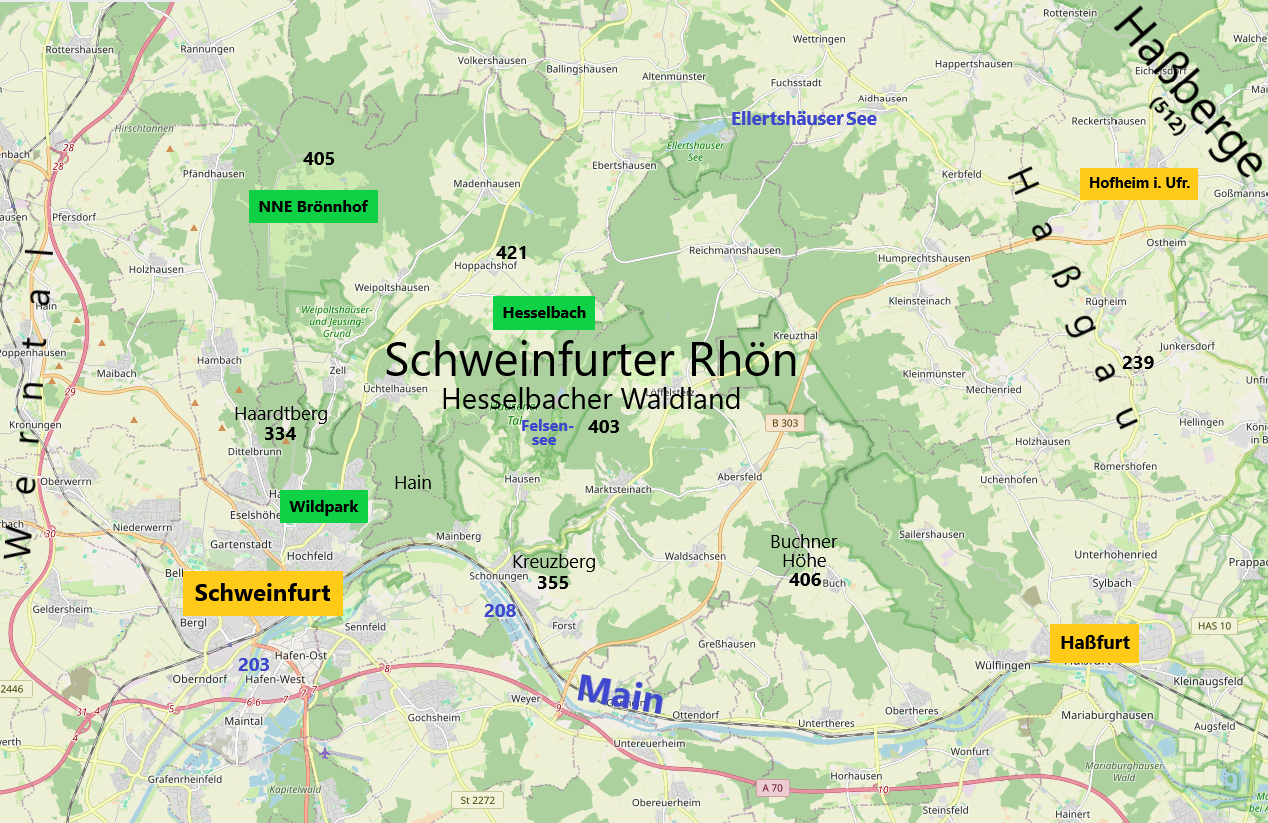
Aidhausen liegt im Nordwesten des Haßgaus, zwischen Hofheim in Unterfranken und dem Ellertshäuser See (bitte Karte vergrößern)

### Gemeindegliederung
Es gibt elf Gemeindeteile (in Klammern sind der Siedlungstyp und Einwohnerzahl, Stand 2. Juli 2012, angegeben):
- Aidhausen (Pfarrdorf, 743)
- Friesenhausen (ehemaliger Markt, 322)
- Happertshausen (Kirchdorf, 285)
- Hörlesmühle (Einöde)
- Kerbfeld (Kirchdorf, 251)
- Kimmelmühle (Einöde)
- Maimühle (Einöde)
- Nassach (Kirchdorf, 251)
- Rottenstein (Dorf, 53)
- Wasenmeisterei (Einöde)
- Zimmermühle (Einöde)

Das Gemeindegebiet gliedert sich in den Gemarkungen Aidhausen, Friesenhausen, Happertshausen, Kerbfeld und Nassach.

### Nachbargemeinden
Nachbargemeinden sind (von Norden beginnend im Uhrzeigersinn): Bundorf, Hofheim in Unterfranken, Riedbach, Schonungen und Stadtlauringen.

## Geschichte

### Bis zur Gemeindegründung
Aidhausen wurde erstmals im Jahr 824 urkundlich genannt und war ein Amt des Hochstiftes Würzburg, das ab 1500 zum Fränkischen Reichskreis gehörte. Es wurde nach der Säkularisation zugunsten Bayerns 1805 Erzherzog Ferdinand von Toskana zur Bildung des Großherzogtums Würzburg überlassen, bevor es mit den Verträgen von Paris 1814 wieder zu Bayern gelangte. Im Zuge der Verwaltungsreformen in Bayern entstand mit dem Gemeindeedikt von 1818 die heutige Gemeinde.

### 20. Jahrhundert
Bis zum Jahre 1942, als die letzten jüdischen Familien zur Vernichtung deportiert wurden, bestand im Ort eine Jüdische Gemeinde. Ihre Synagoge wurde beim Novemberpogrom 1938 entweiht, das Gebäude blieb erhalten und dient seither als Wohnung und Werkstatt. Ein Gedenkstein auf der Grünfläche gegenüber dem ehemaligen Gotteshaus erinnert an dieses Geschehen.

### Gemeindeteile
Happertshausen ist ein ehemaliges Königsdorf und gilt als eine der ältesten Siedlungen des Haßgaus. Friesenhausen wird durch sein imposantes Renaissanceschloss und seine Kirche geprägt. Das Pfarrdorf Kerbfeld verfügt über eine Barockkirche aus dem Jahr 1705. Der Ort Nassach war eine sächsische Exklave. Er fiel 1353 an das Kloster Sonnefeld und blieb nach dessen Auflösung 1525 ein Teil des von Sachsen-Coburg-Gotha übernommenen Klosteramtes Sonnefeld. Zusammen mit Sachsen-Coburg kam Nassach 1920 zu Bayern. Rottenstein ist der kleinste Ortsteil, der vor der Gebietsreform an Friesenhausen angegliedert war.

### Eingemeindungen

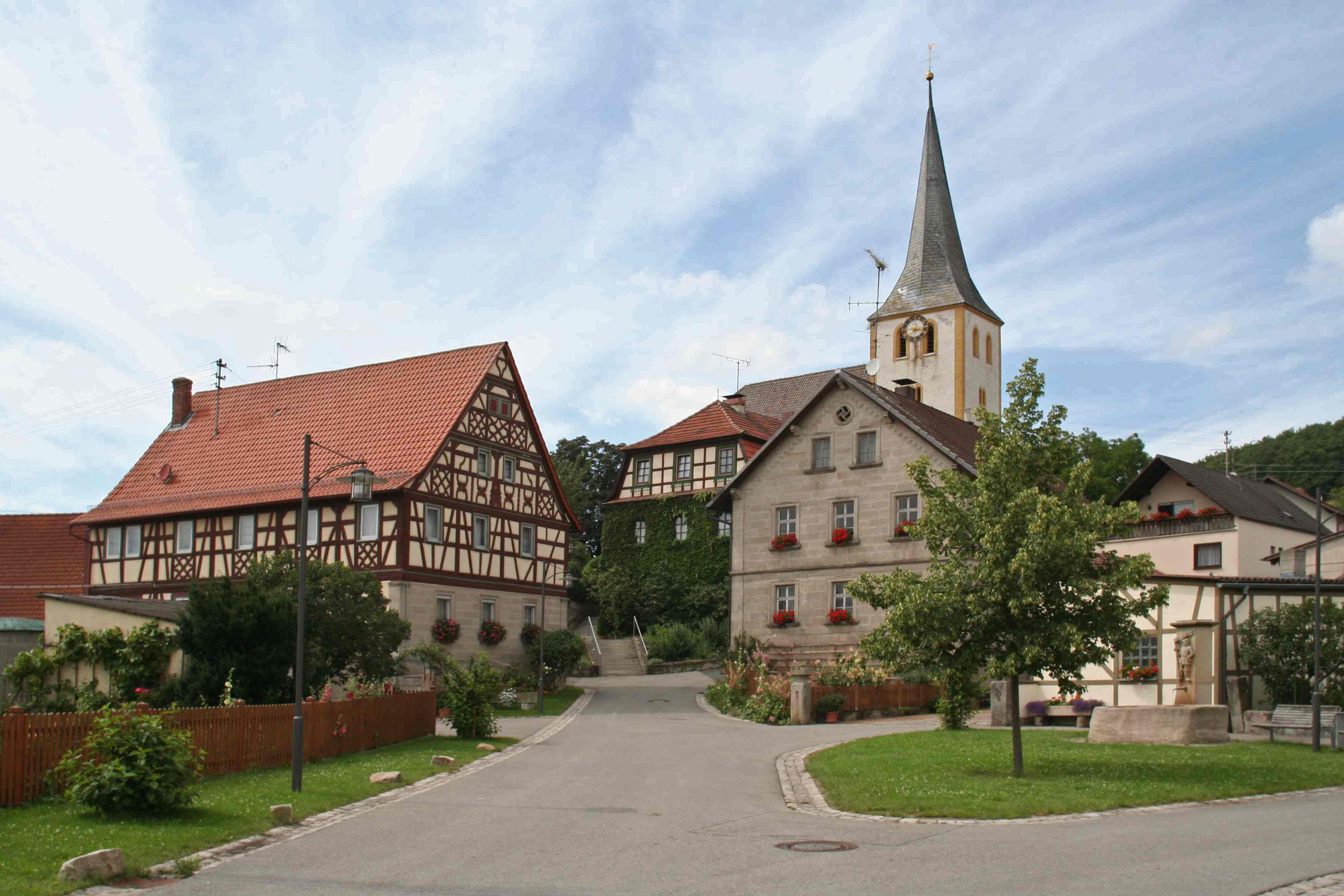
Nassach

Im Zuge der Gebietsreform in Bayern wurde am 1. Juli 1974 die Gemeinde Nassach und am 1. Mai 1978 die Gemeinden Happertshausen, Kerbfeld und der Markt Friesenhausen eingegliedert.

### Einwohnerentwicklung
- 1961: 2010 Einwohner[6]
- 1970: 2067 Einwohner[6]
- 1987: 1911 Einwohner
- 1991: 1948 Einwohner
- 1995: 1959 Einwohner
- 2000: 1952 Einwohner
- 2005: 1926 Einwohner
- 2010: 1792 Einwohner
- 2015: 1787 Einwohner

Im Zeitraum 1988 bis 2018 sank die Einwohnerzahl von 1910 auf 1689 um 221 Einwohner bzw. um 11,6 %. 1998 hatte die Gemeinde 1972 Einwohner.
Quelle: BayLfStat

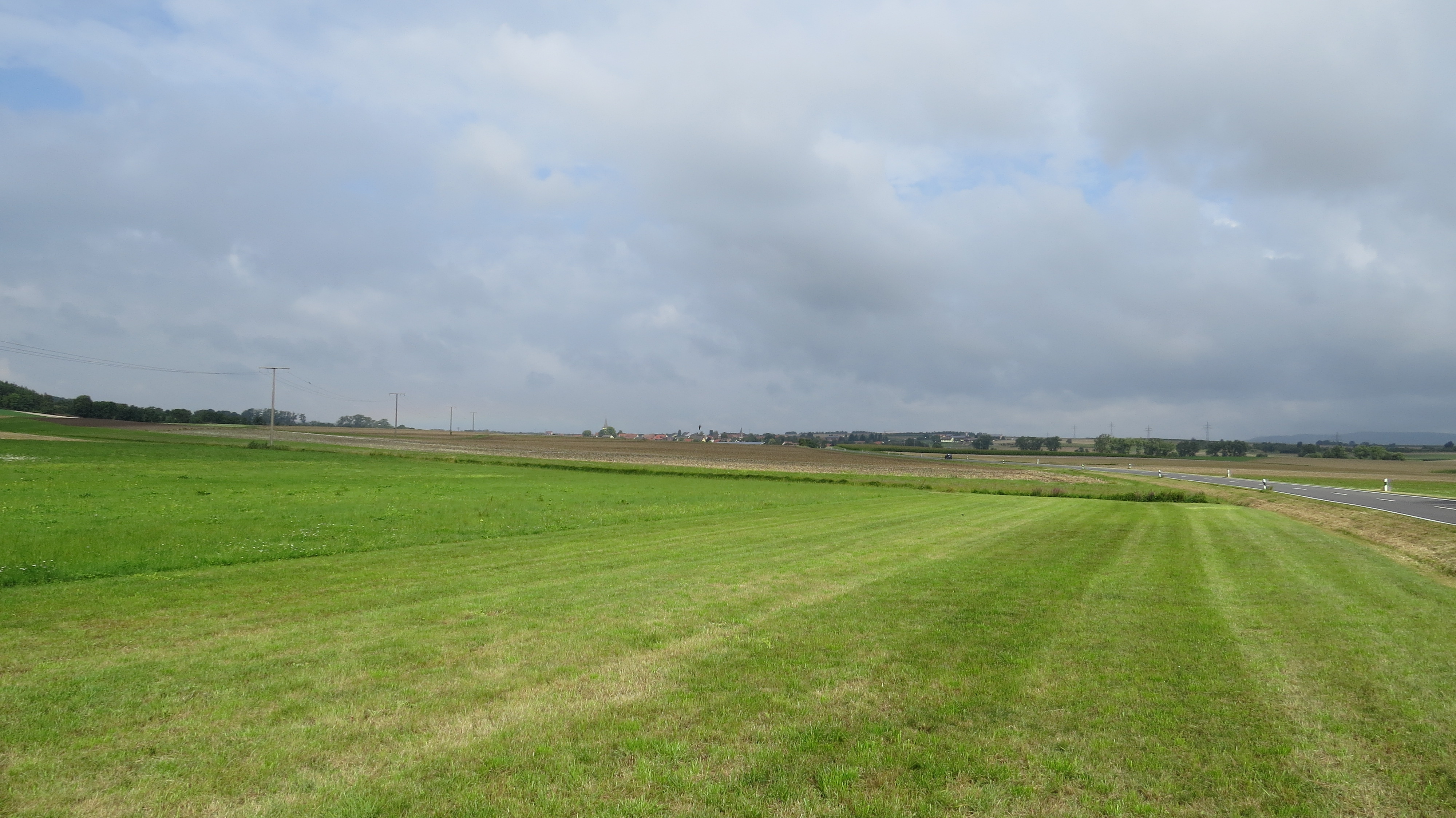
Aidhausen von Südosten
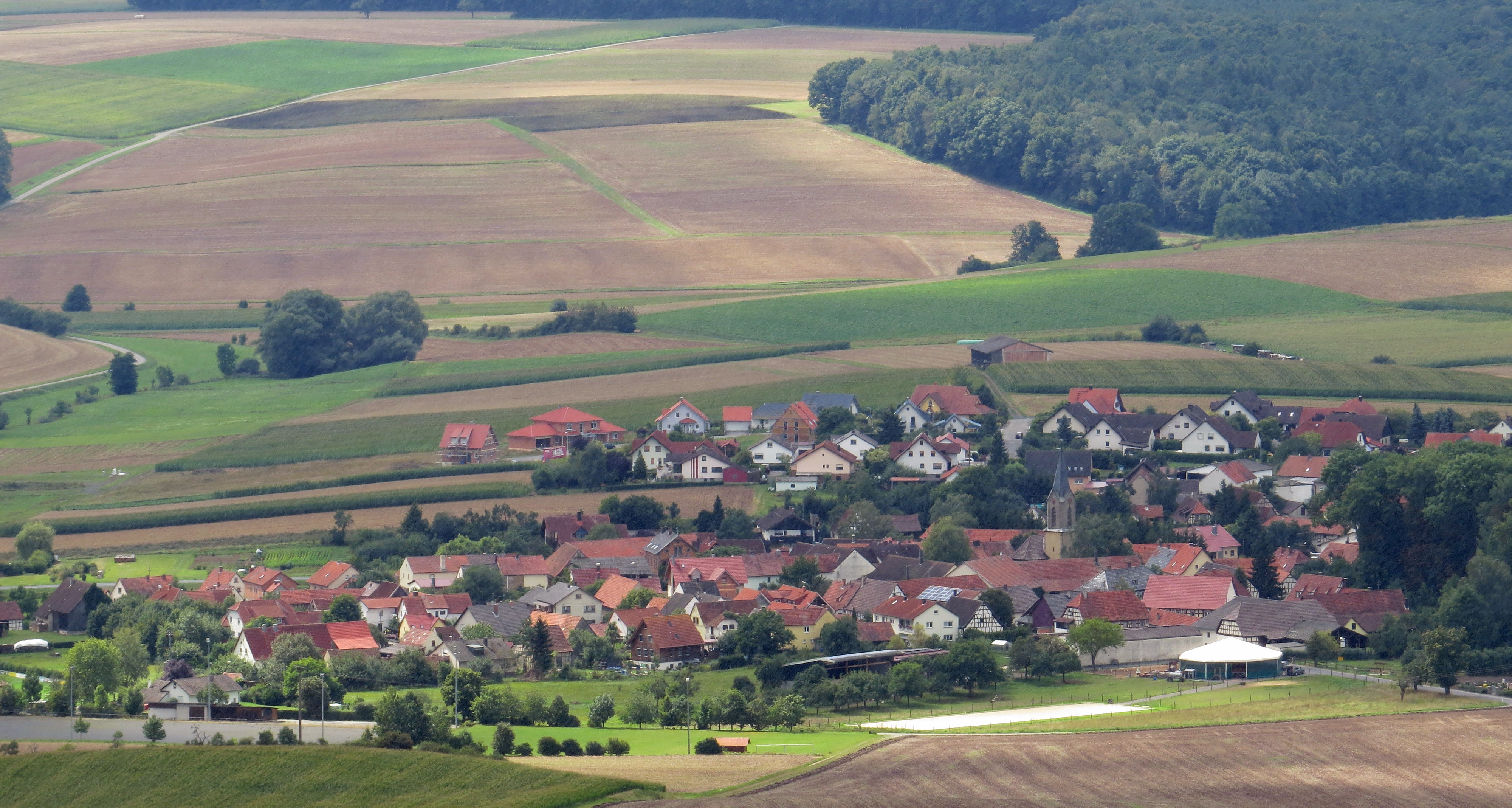
Friesenhausen von Osten
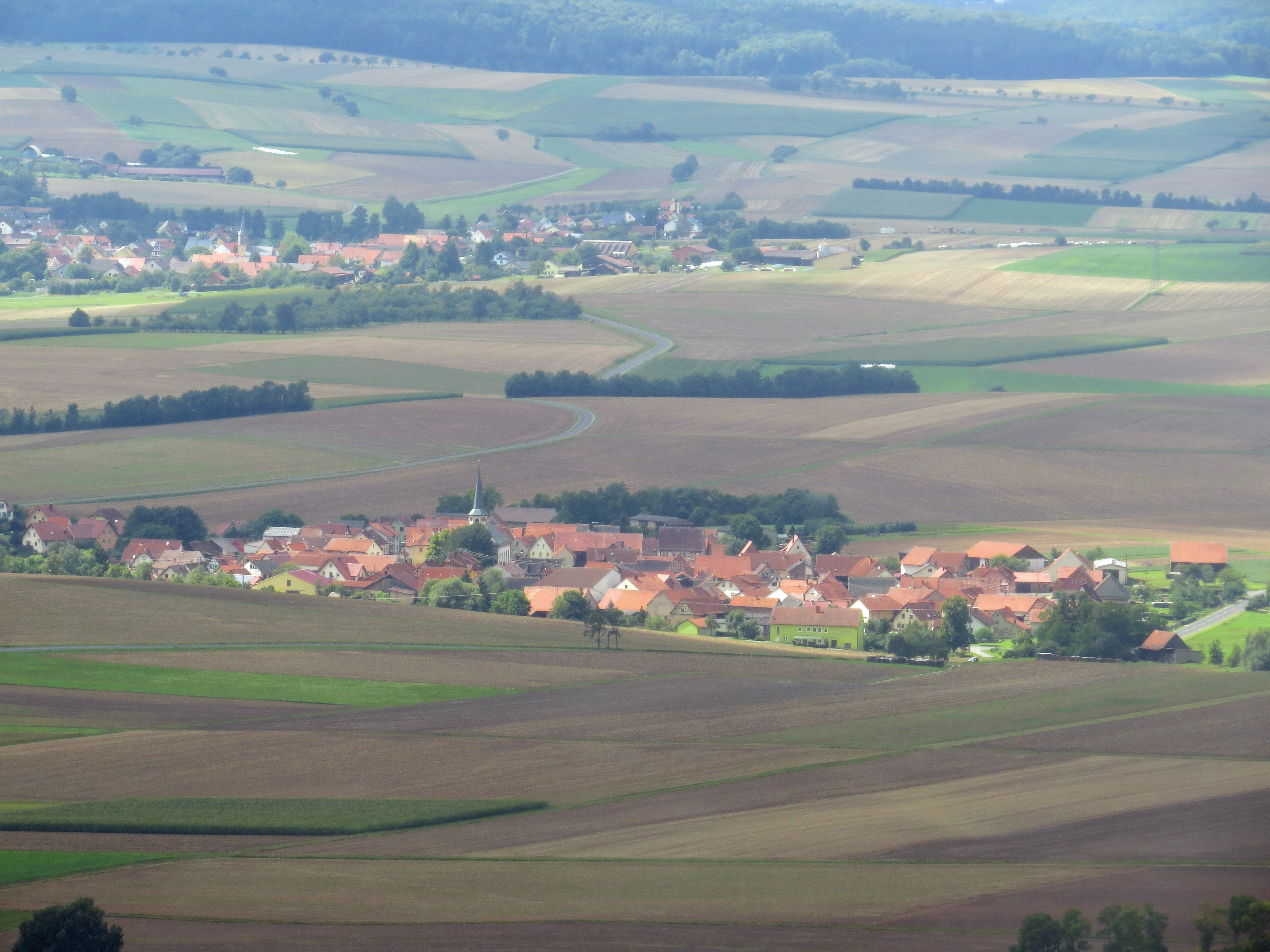
Happertshausen und Aidhausen von Osten
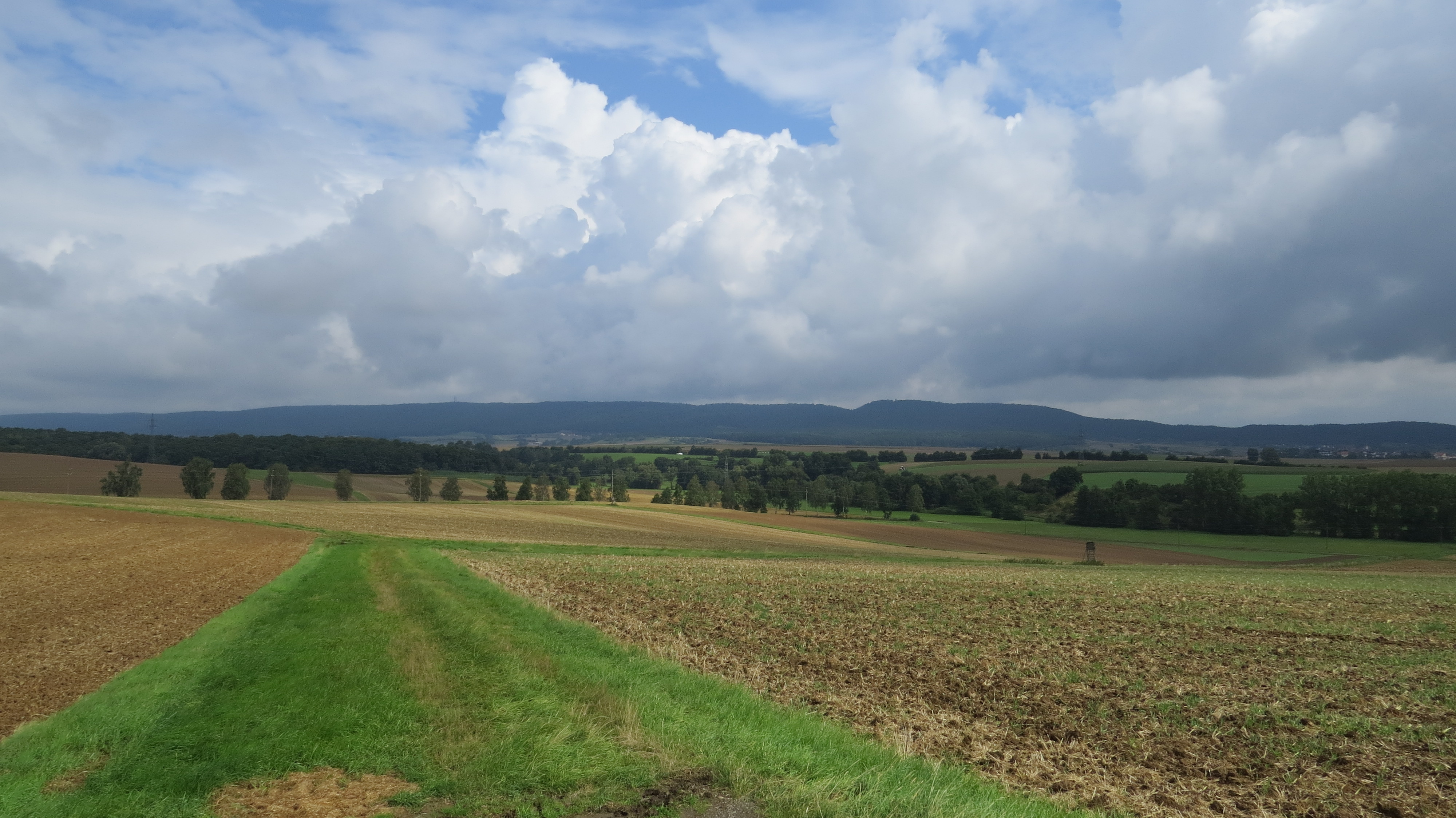
Haßberge bei Kerbfeld
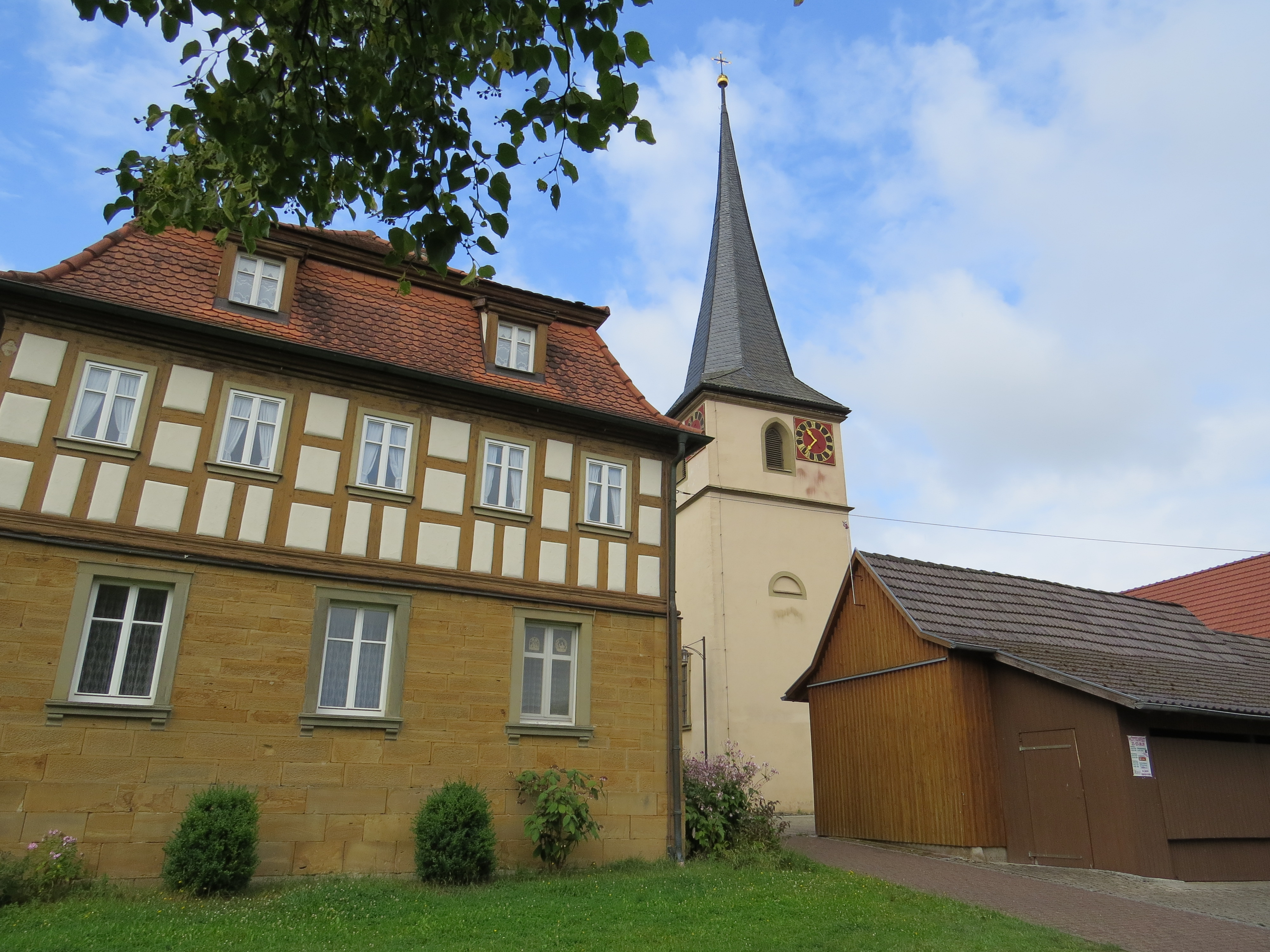
Pfarrhaus und Kirche in Kerbfeld
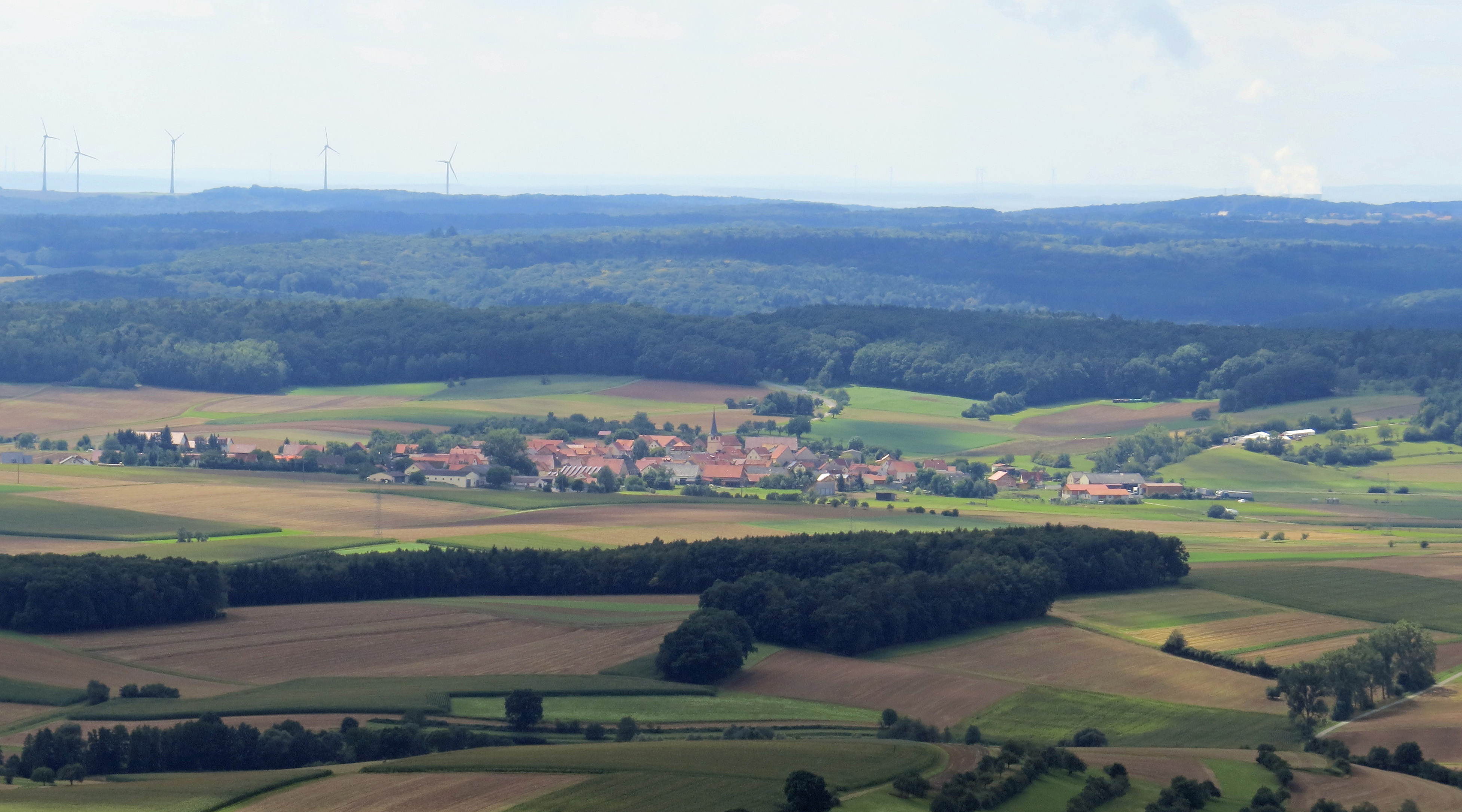
Kerbfeld von Osten

## Politik

### Gemeinderat
Der Gemeinderat hat 12 Mitglieder:
|      | CSU/Freie Wähler | CSU | Freie Wähler | Junge Liste | Gesamt   |
| 2020 | 12               | -   | -            | -           | 12 Sitze |
| 2014 | -                | 5   | 7            | -           | 12 Sitze |
| 2008 | -                | 3   | 7            | 2           | 12 Sitze |

### Bürgermeister
Erster Bürgermeister ist Dieter Möhring (Freie Wähler). Er wurde im Jahr 2002 zum Nachfolger von Hildegard Bayer (CSU) gewählt, im Jahr 2008 mit gut 92 % ohne Gegenkandidaten wiedergewählt und gewann 2014 gegen Ruth Schwappach (CSU) mit rund 80 % der Stimmen. 2020 wurde er ohne Gegenkandidat mit 91,5 % der gültigen Stimmen wiedergewählt.

### Wappen
|                         | Blasonierung: „Im Stufengiebelschnitt geteilt; unten in Silber ein schwebendes schwarzes Ankerkreuz, oben wieder im Stufengiebelschnitt geteilt von Rot, Silber und Grün.“ |
| Wappenführung seit 1982 | |

## Wirtschaft und Infrastruktur

### Wirtschaft einschließlich Land- und Forstwirtschaft
Die Gemeindesteuereinnahmen betrugen im Jahr 1999 umgerechnet 610.000 Euro, davon waren 52.000 Euro (netto) Gewerbesteuereinnahmen.
Am 30. Juni 2021 gab es 154 sozialversicherungspflichtige Arbeitsplätze in der Gemeinde. Von der Wohnbevölkerung standen 754 Personen in einem versicherungspflichtigen Arbeitsverhältnis. Damit war die Zahl der Auspendler um 600 höher als die der Einpendler. Arbeitslos waren zu diesem Stichtag 14 Einwohner. 
Im Jahr 2020 bestanden noch 53 landwirtschaftliche Betriebe (2005: 83) mit einer landwirtschaftlich genutzten Fläche von 2671 Hektar. Davon waren 2266 Hektar Ackerfläche und 402 Hektar Dauergrünland.

### Bildung
Am 1. März 2022 gab es zwei Kindertagesstätten mit zusammen 102 Plätzen; es wurden 82 Kinder betreut, davon 25 unter drei Jahren.

## Söhne und Töchter der Gemeinde
- Clemens Fuhl (* 1874; † 1935), Generalprior der Augustinereremiten
- Cyriacus Grünewald (* 1879; † 1945), Studienrat der preußischen Kultusverwaltung in Sigmaringen
- Richard Gehrig (* 1897; † 1978), deutscher Politiker (NSDAP)
- Luise Brunner (* 1908; † 1977), SS-Gefolge im KZ Auschwitz und KZ Ravensbrück
- Heribert Brander (1926–2023), katholischer Geistlicher, Generalvikar des Bistums Würzburg
- Paul Röhner (* 1927; † 2014), deutscher Politiker (CSU) und Oberbürgermeister von Bamberg (1982–1994)
- Gernot Brühler (* 1953), Vorsitzender Richter am Bundesarbeitsgericht